# Ото Лудвиг фон Салм-Кирбург-Мьорхинген
Ото Лудвиг фон Залм-Кирбург-Мьорхинген (на немски: Otto Ludwig von Salm-Kyrburg-Mörchingen; * 13 октомври 1597; † 6 октомври 1634, Шпайер) е граф на Залм и шведски генерал през Тридесетгодишната война. Той е губернатор в Елзас и командант на шведските войски на Горен Рейн.

## Живот
Той е вторият син на Йохан IX, вилд-и Рейнграф на Кирбург-Мьорхинген (1575 – 1623), и съпругата му Анна Катарина фон Крихинген († 1638), дъщеря на фрайхер Георг II фон Крихинген-Пютлинген († 1607) и Естер фон Мансфелд († сл. 1605). Брат е на Йохан Филип († 1638, убит в битка при Райнфелден, шведски генерал), Йохан X († ок. 1634), Георг Фридрих († 1602, Унгария) и на близначките Доротея Диана (1604 – 1672) и Анна Амалия (1604 – 1676).
През Тридесетгодишната война Ото Лудвиг служи първо при датския крал Кристиан IV като командир на войска. Той започва връзка със съпругата на краля Кирстен Мунк и трябва да напусне през 1628 г. Ото Лудвиг започва служба при шведския крал Густав II Адолф като командир на неговите немски конници. Той става един от най-успешните командири през Тридесетгодишната война.
Ото Лудвиг умира на 6 октомври 1634 г. в Шпайер на 36 години от чума и е погребан в катедралата на Страсбург.

## Фамилия
Ото Лудвиг се жени през август 1633 г. за графиня Анна Магдалена фон Ханау (* 14 декември 1600; † 22 април 1673), вдовица на граф Лотар фон Крихинген († 1629), дъщеря на граф Йохан Райнхард I фон Ханау-Лихтенберг (1569 – 1625) и първата му съпруга графиня Мария Елизабет фон Хоенлое-Нойенщайн-Вайкерсхайм (1576 – 1605). Те имат един син:
- Йохан XI (* 17 април 1635; † 16 ноември 1688, Флонхайм), вилд–и Рейнграф на Кирбург-Мьорхинген, женен на 27 декември 1669 г. за пфалцграфиня Елизабет Йохана фон Пфалц-Велденц (1653 – 1718).

Вдовицата му Анна фон Ханау се омъжва трети път през 1636 г. за граф Фридрих Рудолф фон Фюрстенберг (1602 – 1655).